# Wilhelm Maybach
Wilhelm Maybach, född 9 februari 1846, död 29 december 1929 i Stuttgart-Bad Cannstatt, var en tysk fordonskonstruktör och företagsledare.
Wilhem Maybach hade en framgångsrik karriär bakom sig hos Gottlieb Daimler (dagens Mercedes-Benz) innan han 1909 valde att starta eget - Maybach-Motorenbau. Maybach blev med tiden en av de stora lyxbilstillverkarna i Tyskland fram till andra världskriget. Sonen Karl Maybach drev efter faderns död vidare företaget.